# Lidický okruh
Lidický okruh je motoristická soutěž, která se jezdí v okolí obce Lidice ve středních Čechách.

## Historie

### Padesátá léta 20.století
Po druhé světové válce se kolem Lidic stavěly nové silnice. Tou dobou již existovalo hnutí založené 6. září 1942 ve městě Stoke-on-Trent britským lékařem Barnetta Strosse a nazvané Lidice Shall Live – Lidice budou žít, které se zasloužilo o poválečnou obnovu vypálených Lidic. Do odkazu tohoto hnutí se rozhodli zapojit také členové kladenského Automotoklubu a ve dnech 27. a 28. května 1950 uspořádali při příležitosti osmého výročí vypálení Lidic první ročník motocyklového závodu.
Jeho druhý ročník se uskutečnil o pět let později, v roce 1955. Tehdy se jezdilo v celkem čtyřech kategoriích a sice do 175 ccm, do 250 cm³, do 350 cm³ a do 750 cm³ s postranním vozíkem (sajdkárou). Mezi účastníky závodu patřili například Ladislav Štajner či Václav Kinzl na motocyklech značky Jawa. Po závodě se ovšem objevila kritika, jež vyčítala jeho pořadatelům organizační nedostatky.
Třetí ročník se uskutečnil roku 1958. Podle původních plánů se sice měl odjet 6. července, avšak s ohledem na nevhodné počasí, které v ten den panovalo, jej organizátoři přesunuli na 3. srpna. Zvolená trasa měřila 4500 metrů a vedle motocyklů se ho účastnily také sportovní vozy s objemem do 1100 cm³. Klání se setkala se zájmem diváků, kterých se na závody přišlo podívat několik desítek tisíc.

### 21.století
Další ročník Lidického okruhu se uskutečnil o 56 let později (2014), kdy ho společně organizovaly obec Lidice spolu s Památníkem Lidice. Bývá však označován za první ročník. Protože by však uspořádání motoristického závodu, jak tomu bylo u předchozích ročníků, představovalo náročný úkon, zvolili pořadatelé přehlídku veteránů, na kterou navázala jejich spanilá jízda. Měřila 7,5 kilometru a účastnilo se jí sto automobilů a motocyklů.
Následující rok (2015) pokračoval Lidický okruh svým dalším ročníkem. Účastnilo se ho celkem 106 vozidel a motocyklů starších třiceti let, mezi něž patřil například motocykl Royal Enfield vyrobený roku 1923 nebo automobil Ford T z roku 1924 či motocykl Jawa 350 pocházející z roku 1951. Trasa jízdy měřila téměř 20 kilometrů. Mezi účastníky patřily vozy československé i zahraniční provenience, jako například Tatra 613-3, Škoda 110 R, Velorex 16/250, Tatra 57 či Ford Mustang Mach 1, Trabant 601, Jaguar E-Type, Ferrari Testarossa nebo Jaguar Mark 2.
Dne 10. září 2016 proběhl další ročník Lidických okruhů, od roku 2014 třetí. Součástí programu se staly ukázky práce dobrovolných hasičů, výstava historických kočárků nebo koncert etno kapely pod vedením Roberta Kováče či vystoupení mažoretek z Postoloprt. Při šestém ročníku akce (2019) se spanilé jízdy zúčastnilo 180 vozidel a mimo jízdu se divákům představil požární vůz z pražského Letiště Václava Havla.